# Formazione ed evoluzione galattica

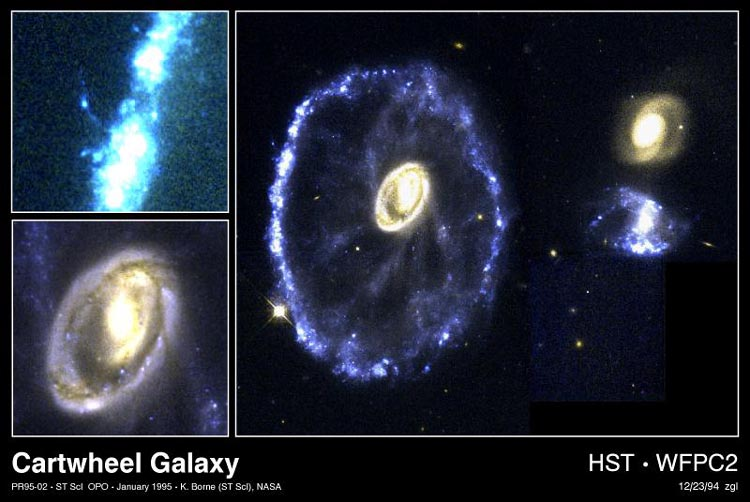
Uno spettacolare scontro frontale tra due galassie è ripreso in questa immagine della Galassia Ruota del Carro fatta dal Telescopio Spaziale Hubble

La formazione e l'evoluzione delle galassie è una delle aree di ricerca più attive in astrofisica; alcune teorie, a ogni modo, sono ora ampiamente accettate.
Dopo il Big Bang, l'universo avrebbe vissuto un periodo in cui sarebbe stato omogeneo, come può essere osservato nella radiazione cosmica di fondo, le cui fluttuazioni sono minori di una parte su centomila.

## Le teorie
La teoria più accreditata è che tutte le strutture dell'universo che si possono osservare si formarono dall'accrescimento delle fluttuazioni quantistiche primordiali a causa dell'instabilità gravitazionale. Dati recenti suggeriscono che le prime galassie si formarono già 600 milioni di anni dopo il Big Bang, molto prima di quanto precedentemente si credeva. Questo periodo lascia tempo appena sufficiente alle minuscole instabilità primordiali per crescere abbastanza.
La maggior parte della ricerca in questo campo si è concentrata su oggetti della nostra galassia, la Via Lattea. Le osservazioni a cui fornire spiegazione in accordo, o almeno non in disaccordo, con una teoria dell'evoluzione galattica, includono: 
- il disco galattico è piuttosto sottile, denso, e ruota;[2]
- l'alone galattico:[3] è molto grande, rado, non ruota (o forse ha anche una leggera rotazione retrograda), apparentemente senza alcuna sottostruttura;
- le stelle di alone sono tipicamente molto più vecchie e hanno metallicità molto più bassa delle stelle di disco (c'è una correlazione, ma non c'è collegamento completo tra questi dati);
- alcuni astronomi hanno identificato una popolazione intermedia di stelle. Se questa fosse davvero una popolazione distinta, sarebbe descritta come povera di metalli (ma non povera come le stelle di alone), vecchia (ma non vecchia come le stelle di alone), e che orbita molto vicina al disco.
- gli ammassi globulari[4] sono di solito vecchi e poveri di metalli, ma ce ne sono alcuni per niente poveri di metalli, e/o hanno stelle più giovani. Alcune stelle negli ammassi globulari sembrano essere vecchie come l'universo stesso (da misurazione completamente differenti e metodi d'analisi diversi).
- in ogni ammasso globulare, potenzialmente, tutte le stelle nacquero nello stesso periodo (a parte alcuni ammassi che mostrano epoche diverse di formazione stellare);
- ammassi globulari con orbite strette (vicino al centro galattico) hanno orbite piuttosto piatte (meno inclinate rispetto al disco galattico), e più circolari, mentre quelli più lontani hanno orbite con varie inclinazioni, e tendono a essere più eccentriche;
- nubi ad alta velocità (nubi di idrogeno neutro), "piovono" sul piano della galassia, e presumibilmente l'hanno fatto sin dal principio (probabilmente sono la fonte indispensabile di gas per la formazione stellare).

## Le fusioni di galassie e il loro ruolo nell'evoluzione galattica

### Galassie a spirale
Si suppone che le galassie a spirale non si formino da unioni di galassie più piccole. Quando due galassie collidono, le rispettive stelle difficilmente collidono l'una con l'altra a causa delle distanze enormi che le separano. Gli effetti gravitazionali disgregano tuttavia la struttura delle galassie interessate. Quando si separano la gravità le rallenta, e, se sono legate gravitazionalmente, le riporterà insieme per un'altra collisione. Dopo molte collisioni le loro strutture individuali sono così cambiate, con stelle mescolate tra loro, che identifichiamo il risultato come un unico oggetto. Quindi dopo una fusione, la maggior parte delle stelle originali rimangono a formare la nuova galassia, mentre una piccola frazione viene scagliata via. Anche se entrambe le galassie prima della collisione fossero a spirale, la violenza dell'evento disgregherebbe la delicata struttura del disco. Le stelle esistenti non possono cambiare le loro orbite per formare in seguito un nuovo disco. Poiché il disco stellare deve essenzialmente formarsi con un ordine preciso. Prima si forma un denso disco di gas ruotante, poi le stelle nascono al suo interno.

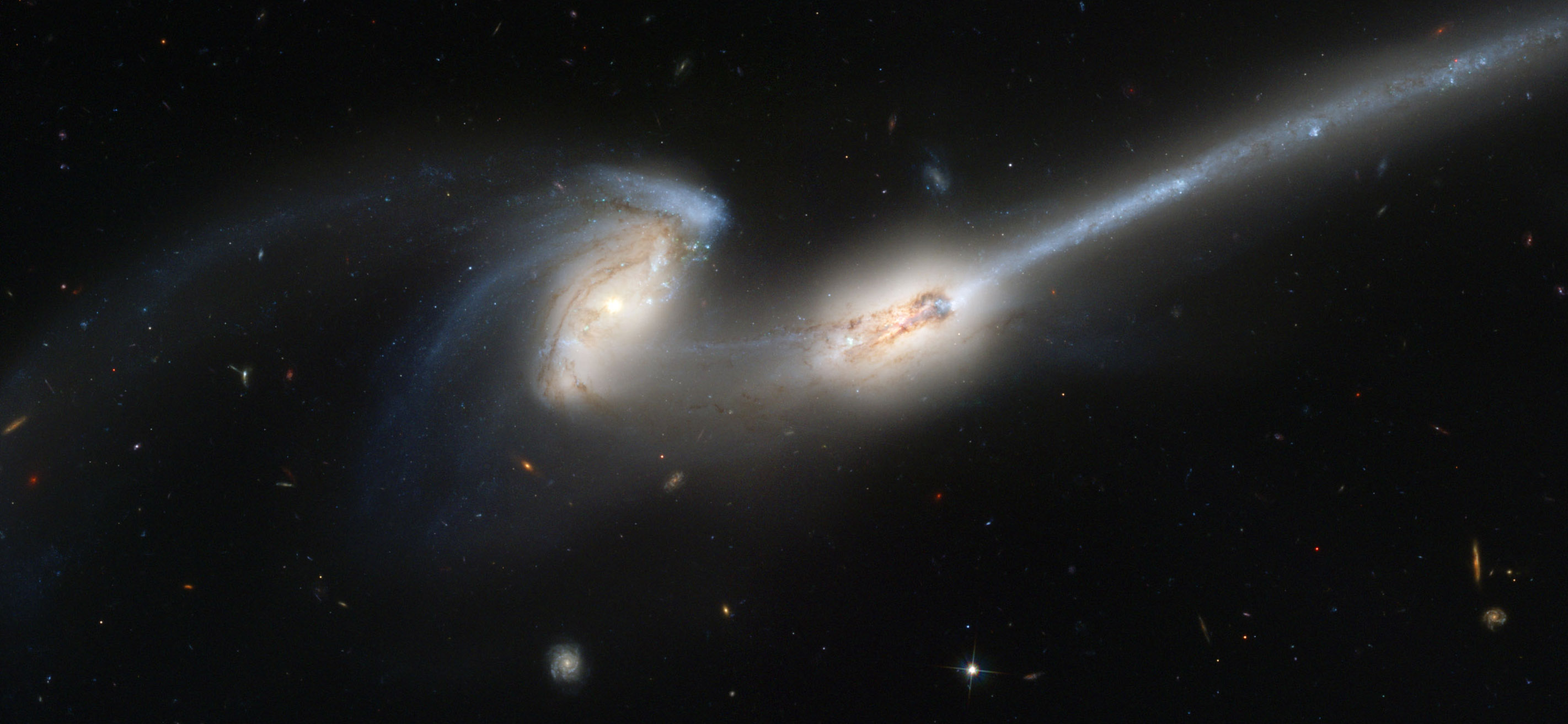
Collisione tra due galassie.

La prima teoria moderna di formazione della nostra galassia (modello di ELS: Eggen, Lynden-Bell e Sandage), descriveva un singolo, relativamente rapido e compatto collasso, con l'alone che si forma per primo e in seguito il disco. Un'altra teoria pubblicata alcuni anni più tardi (nota come SZ: Searle e Zinn) descrive un processo più graduale, con gli elementi più piccoli che collassano per primi, unendosi in seguito a formare gli elementi più grandi.
Un'idea più recente è che rilevanti porzioni dell'alone stellare potrebbero essere frammenti di galassie nane distrutte e di ammassi globulari che una volta orbitavano intorno alla Via Lattea. L'alone sarebbe quindi un componente "nuovo", formatosi dopo una stabilizzazione della struttura galattica e composto di vecchie parti attratte da una galassia satellite e "riciclate".
Negli ultimi anni, l'attenzione si è concentrata nel capire le fusioni nell'evoluzione delle galassie. Rapidi progressi tecnologici nei computer hanno permesso simulazioni migliori, e progressi nelle tecnologie di osservazione hanno offerto molti più dati sulle fusioni in corso nelle galassie lontane. Dopo la scoperta nel 1994 che la nostra Via Lattea ha una galassia satellite (la Galassia Nana Ellittica del Sagittario, o SagDEG) la quale viene attualmente lacerata e gradualmente "mangiata" dalla Via Lattea, si pensa che questo genere di eventi siano piuttosto comuni nell'evoluzione di grandi galassie.  Le Nubi di Magellano sono galassie satellite della Via Lattea che quasi certamente divideranno lo stesso destino della SagDEG.  Una fusione con una galassia satellite piuttosto grande potrebbe spiegare perché M31 sembra avere un duplice nucleo.
La SagDEG orbita attorno alla nostra galassia quasi ad angolo retto col disco. Sta passando attualmente attraverso il disco; alcune stelle vengono strappate via a ogni passaggio e si uniscono all'alone della nostra galassia. Alla fine, solamente il nucleo di SagDEG sopravviverà. Sebbene abbia la stessa massa di un grande ammasso globulare come Omega Centauri e G1, apparirà piuttosto diverso, poiché ha densità di superficie molto più bassa a causa della presenza di sostanziali quantità di materia oscura, mentre gli ammassi globulari appaiono, misteriosamente, contenere poca materia oscura.

### Galassie ellittiche

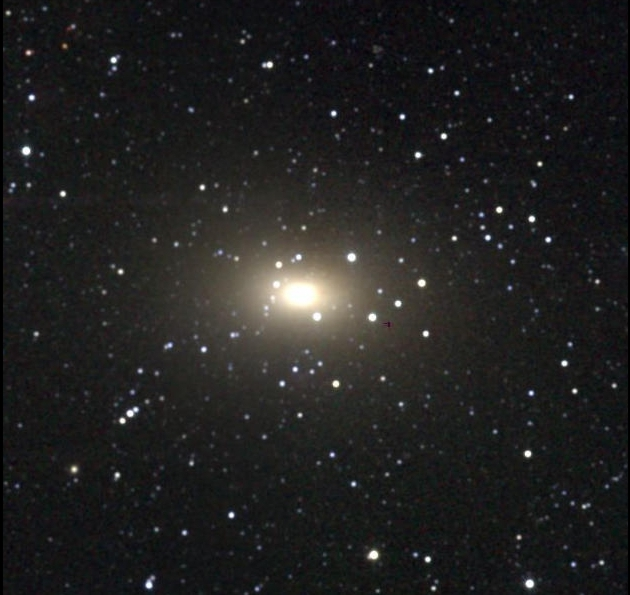
Una galassia ellittica.

Le galassie ellittiche giganti probabilmente si formano da fusioni su ampia scala. Nel Gruppo Locale, la Via Lattea e la Galassia di Andromeda (M31) sono legate gravitazionalmente, e si stanno avvicinando ad alta velocità. Alla fine si incontreranno e si attraverseranno, la gravità le distorcerà nettamente ed espellerà nello spazio intergalattico gas, polvere e stelle. In seguito si separeranno, rallenteranno, e poi di nuovo l'una verso l'altra, per un nuovo scontro. Alla fine le due galassie si fonderanno completamente in una galassia ellittica gigante. Dal gas emesso dalla fusione, nuovi ammassi globulari e forse anche nuove galassie nane, formeranno l'alone dell'ellittica. Anche gli ammassi attuali di M31 e della Via Lattea faranno parte dell'alone; gli ammassi globulari sono legati così saldamente da essere in gran parte immuni alle interazioni su scala galattica.
M31 in realtà è già distorta: i bordi sono curvati a causa delle interazioni con la galassia del Triangolo, una galassia a spirale non lontana. Alla fine tutte e tre le galassie formeranno una galassia ellittica gigante, facente parte del Superammasso della Vergine.
Nella nostra epoca, le grandi concentrazioni di galassie (ammassi e superammassi) si stanno ancora assemblando. Questo quadro "dal basso in alto" è noto come "formazione gerarchica" (simile al ritratto di SZ sulla formazione di galassie, ma su una scala più vasta).